# Yamata no Orochi

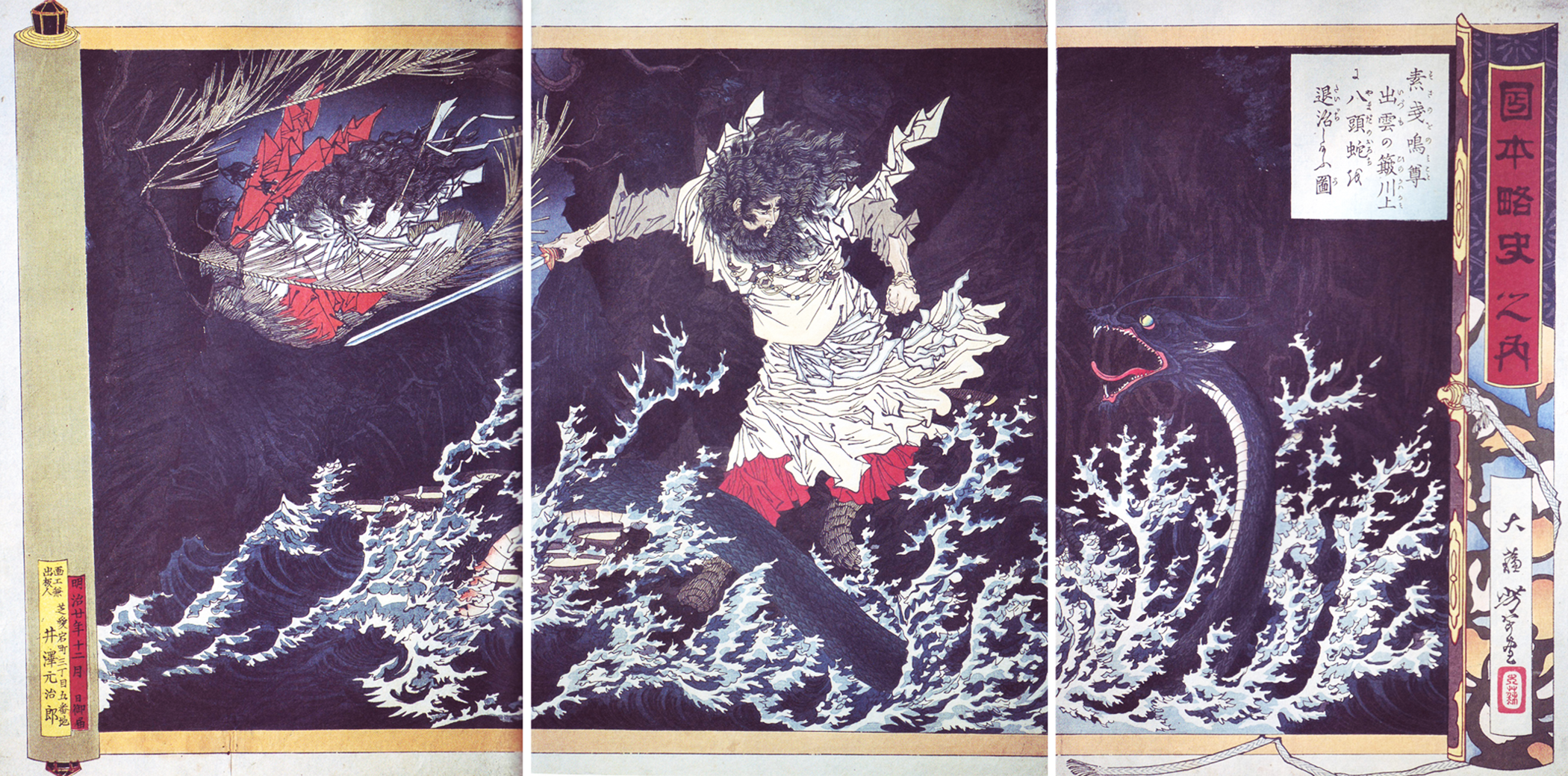
Yoshitoshi Tsukioka (1839-1892), Susanoo walczący z Yamato no Orochi

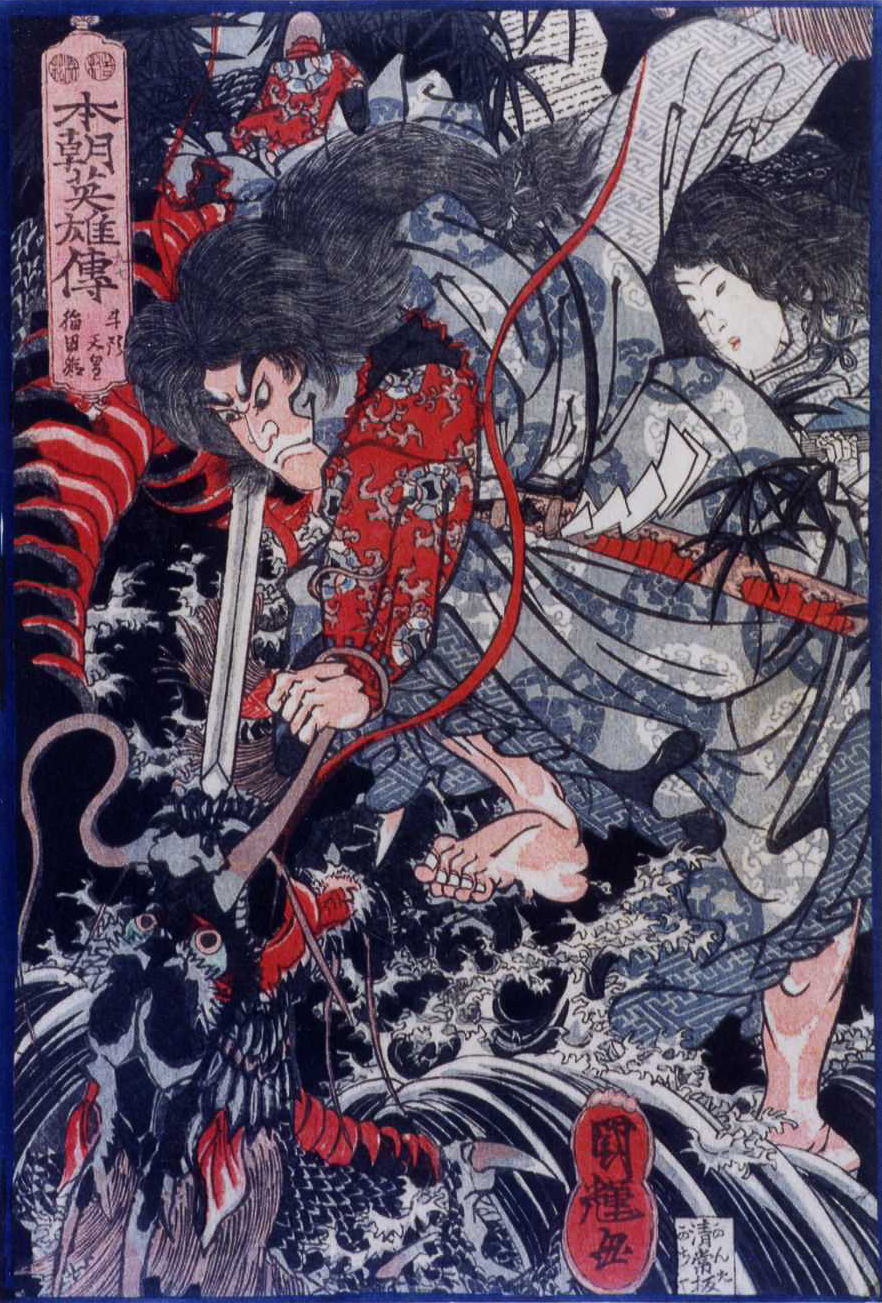
Kuniteru Utagawa (1818-1860), Niebiański władca Gozu walczy ze smokiem, ratując księżniczkę

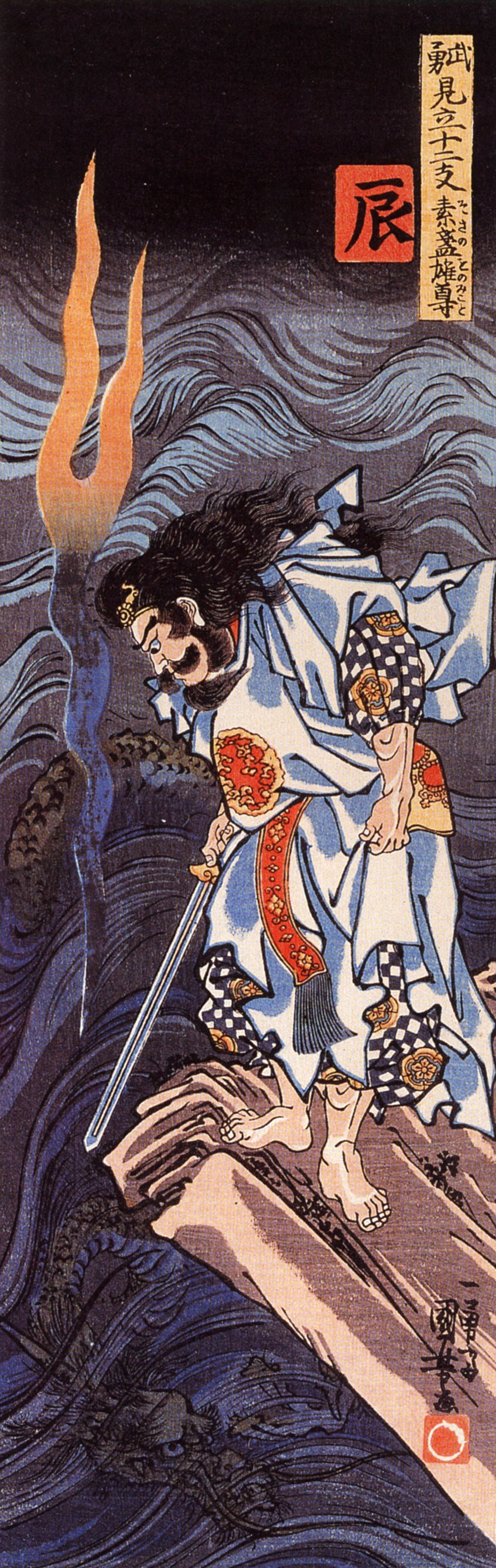
Kuniyoshi Utagawa (1797-1861), Susanoo obserwujący bestię pływającą pod wodą

Yamata no Orochi (jap. 八岐大蛇, 八俣遠呂智, 八俣遠呂知 Wielki Wąż o Ośmiu Głowach i Ośmiu Ogonach) lub krócej Orochi (大蛇, Wielki Wąż) – legendarny potwór z japońskiej mitologii. Został zabity przez Susanoo, boga burz i mórz.

## Mitologia
Legendy o Yamata no Orochi pochodzą oryginalnie z dwóch starożytnych tekstów z japońskiej mitologii i historii. W pierwszej wersji z 680 roku n.e. imię smoka zostało zapisane w Kojiki jako 八岐遠呂智, a w wersji z 720 roku n.e. w Nihongi jako 八岐大蛇. W obu wersjach mitu o Orochim bóg burz i wiatrów Susanoo, czy też Susa-no-Ō jest wygnany z nieba za oszukiwanie swojej siostry Amaterasu, bogini słońca.
Po wydaleniu z nieba, Susanoo spotyka dwoje "bóstw ziemskich" (kunitsukami, bogowie ziemi) w pobliżu źródła rzeki Hi, w prowincji Izumo. Bogowie są załamani, ponieważ zostali zmuszeni do oddawania bestii swoich córek, co roku jednej przez kolejnych siedem lat, a właśnie nadszedł okres, gdy muszą poświęcić ósmą z nich Kushi-Inada-hime (jap. 櫛名田比売 grzebień / cudowną księżniczkę pola ryżu). Kojiki podaje następującą wersję historii:

Tak więc, po wydaleniu, [Jego-Ekscelencja-Szybki-Porywczy-Pan] zstąpił do miejsca [zwanego] Tori-kami w pobliżu źródła rzeki Hi w kraju Izumo. W tym czasie zauważył pałeczki do jedzenia płynące w dół strumienia. Więc Jego-Ekscelencja-Szybki-Porywczy-Pan, myśląc, że ktoś musi zamieszkiwać w górze rzeki, udał się w poszukiwaniu ludzi, gdzie natknął się na starca i staruszkę, którzy trzymali młodą dziewczynę między sobą i rzewnie płakali. Więc postanowił zapytać: "Kim wy jesteście?", na pytanie stary człowiek odpowiedział: "Jestem ziemskim bóstwem, dzieckiem Bóstwa Właściciela-Wielkiej-Góry, a imię nadane mi to Głaszczący-Stopy-Staruszek, a imię mej małżonki to Głaszcząca-Dłonie-Staruszka, z kolei moja córka nosi imię Cudownej-Księżniczki-Pola". Więc Susanoo znowu zapytał: "Co jest przyczyną waszego płaczu?" [Starzec] odpowiedział: "Pierwotnie miałem osiem młodych córek, ale ośmio-rozwidlony wąż Koshi przybywał raz do roku i je zjadał [jedną], a teraz nadszedł wyznaczony czas, gdy przybędzie. Dlatego płaczemy. "Wtedy rzekł do niego: "Jaką przybiera formę?", a [starzec] odpowiedział: "Jego oczy są jak akahagachi, ma jedno ciało, a osiem głów i osiem ogonów. Ponadto na jego ciele rośnie mech, a także cyprys i kryptomeria. Jest długi na osiem wzgórz i osiem dolin, a jedno jego spojrzenie na brzuchu powoduje ciągłe krwawienie i stan zapalny" (nazwa aka-kagachi to dawna nazwa hōzuki, zimowej wiśni). Następnie Jego-Ekscelencja-Szybki-Porywczy-Pan powiedział do Starego Bóstwa: "Jeśli to jest twoja córka, możesz mi ją zaoferować?" A ten odpowiedział: "Z całym szacunkiem, ale nie znamy twojego imienia". Wtedy on odpowiedział: "Jestem starszym bratem Wielkiego-Bóstwa-Sierpniowego-Błyszczącego-Nieba, a teraz zstąpiłem z nieba". Wtedy bóstwa Głaszczący-Stopy-Staruszek i Głaszcząca-Dłonie-Staruszka padły na kolana i powiedziały: "Jeśli tak ma być, z szacunkiem oferujemy [ją dla ciebie]". Więc Jego-Ekscelencja-Szybki-Porywczy-Pan, jednocześnie biorąc za żonę młodą dziewczynę zamienił ją w grzebień o niezliczonych zębach, który trzymał w swoich włosach, po czym powiedział do Bóstw Głaszczącego-Stopy-Staruszka i Głaszczącej-Dłonie-Staruszki: "Wydestylujcie osiem razy wyrafinowany trunek. Należy także w całym ogrodzeniu przygotować osiem wejść, a w każdym postawić bramę, a w nich postawić [również] osiem platform. Na każdej platformie należy postawić pojemnik na alkohol i nalać do każdego z nich ośmiokrotnie destylowane wyrafinowane trunki i czekać". Więc gdy czekali po przygotowaniu wszystkiego zgodnie z jego rozkazami, ośmio-rozwidlony wąż przyszedł tak jak [staruszek] powiedział i natychmiast zanurzył głowę w każdej kadzi pijąc alkohol. Gdy skończył pić był zbyt nietrzeźwy, aby utrzymać w powietrzu [głowy], więc upadł na ziemię i zasnął. Następnie Jego-Ekscelencja-Szybki-Porywczy-Pan wyciągnął swoją szablę i pociął węża na kawałki, tak, aby płynąca tam rzeka Hi zmieniła się w rzekę krwi. A gdy próbował przeciąć ogon, krawędź miecza sierpa złamała się. Uważając, że to dziwne, iż jego miecz został zniszczony, spojrzał w miejsce, gdzie uderzył, i odnalazł wielki miecz. Zabrał dziwny miecz i przekazał go swojej siostrze Wielkiemu-Bóstwu-Sierpniowego-Błyszczącego-Nieba. Był to Wielki Miecz-Trawosiecz. (Chamberlain 1919:71-3)

Porównując tę wersję do podanej w Nihongi (Aston 1896:1:52-53) Yamata no Orochi "to było osiem rozwidlonych głów i osiem rozwidlonych ogonów, a jego oczy były czerwone, jak zimowe wiśnie, a na plecach rosły jodły i cyprysy. Rozciągał się on na osiem wzgórz i osiem dolin." Nazwy botaniczne użyte do opisania Orochi to aka-kagachi lub hōzuki (miechunka zwana także zimową wiśnią i japońską latarnią), hikage (mech, Lycopodiopsida), hinoki (japoński cyprys, Chamaecyparis obtusa) oraz sugi (japoński cedr, Cryptomeria japonica).
Legendarny miecz Kusanagi-no-tsurugi wraz z Yata-no-kagami i Yasakani-no magatama są trzema japońskimi regaliami cesarskimi.

## Tłumaczenie prof.Wiesława Kotańskiego[2]
Wygnany zatem z niebios Niepohamowany Mąż zstąpił na ziemię w okolicy zwanej Torikami w górnym biegu rzeki Hi w okręgu Izumo. Wtedy właśnie spłynęły rzeką pałeczki służące do jedzenia.
Pomyślał więc Niepohamowany Mąż, że w górze rzeki mieszkają ludzie, i udał się w tamte strony na poszukiwania. Spotkał niebawem dwoje ludzi, starca i staruszkę, którzy płakali i którym wtórowała młoda dziewczyna. Zapytał ich wtedy: "Kim jesteście?" Rzekł mu na to ów starzec: "Ja jestem ziemski duch, potomek Rodzica Wielkich Gór. Moje imię brzmi Duch Uspokajający Ruchy Nóg, imię żony mojej – Duch Uspokajający Ruchy Rąk, imię zaś córki – Dziewoja Przedziwnie Spokojna". Zapytał ich jeszcze Niepohamowany Mąż: "Jaki jest powód tego, że płaczecie?" Odpowiedział na to starzec: "Miałem ja z początku osiem córek, ale przybywał tu co roku wąż z Koshi na osiem rozszczepiony cielsk i po kolei pożerał moje córy. Nadchodzi czas, gdy znowu ma się pojawić, i dlatego płaczemy". Tak powiedział. Zapytał wtedy Niepohamowany Mąż: "Jaki jest jego wygląd?" Odpowiedział mu starzec: "Oczy jego są czerwone jak kwiaty miechunki, cielsko ma jedno, ale osiem łbów i osiem ogonów. Na cielsku rośnie mu mech, cyprysy i kryptomerie. Jest tak wielki, że zajmuje osiem kotlin i osiem wzgórz. A jego kałdun wszędzie i o każdej porze ocieka krwią". Tak mu powiedział.
Rzekł tedy Porywczy Niepohamowany Mąż do starca: "Czy oddałbyś mi swą córkę?" Odparł na to starzec: "Zaiste czynisz mi zaszczyt, ale nie znam twego imienia..." I dał mu odpowiedź Niepohamowany mówiąc: "Jam jest brat wielkiego świętego ducha, Świecącej na Niebie. Dopiero niedawno zstąpiłem z nieba". Odrzekł wówczas Duch Uspokajający Ruchy Nóg i Duch Uspokajający Ruchy Rąk: "Skoro jest tak, jak mówisz, to spotyka nas wielki zaszczyt. Ofiarujemy ci swą córkę". Zamienił tedy natychmiast Porywczy Niepohamowany Mąż ową dziewczynę w zaczarowany wielozębny grzebień, zatknął go sobie we włosy i rzekł do Ducha Uspokajającego Ruchy Nóg i Ducha Uspokajającego Ruchy Rąk: "Jeśli zaś o was idzie, nawarzcie tu okowity osiemkroć warzonej i postawcie dookoła zagrodę, a w tej zagrodzie uczyńcie osiem wrót, we wszystkich wrotach uwiążcie stojaki, każdy o ośmiu poziomach, na każdym zaś poziomie umieśćcie kadzie na okowitę, każdą kadź napełnijcie okowitą osiemkroć warzoną i czekajcie!" Tak im polecił. Przygotowali wszystko, jak im przykazał, i czekali. I w samej rzeczy się pojawił, tak jak mu mówiono, ów wąż na osiem rozszczepiony cielsk. Zaraz też począł zanurzać swe łby kolejno we wszystkich kadziach i wypił z nich okowitę. Spoił się, zwalił jak długi i zasnął.
Natenczas Porywczy Niepohamowany Mąż obnażył miecz długi na dziesięć piędzi, który nosił u boku, i pociął owego węża na ćwierci, aż krwią jego spłynęła rzeka Hi. A gdy ciął jeden ze środkowych ogonów, wyszczerbił brzeszczot swego oręża. Spostrzegłszy to zdziwił się niepomiernie. A gdy rozpłatał głębiej ogon końcem swego oręża, znalazł tam miecz, a uznając, że jest wspaniały, doniósł o wszystkim Świecącej na Niebie i ofiarował jej swą zdobycz. Był to właśnie Miecz-Trawosiecz.

### Słownictwo
- Torikami – miejsce identyfikowane z górą Sentsū-san (1142 m) w prefekturze Shimane (na granicy z prefekturą Tottori)
- Rzeka Hi – przez obecne prefektury Shimane i Tottori (obszar dawnego Izumo) płyną dwie rzeki o podobnej nazwie: Hii i Hino; w zależności od źródeł, każda z nich jest łączona z mitem o walce Susanoo ze smokiem Orochi
- Duch Uspokajający Ruchy Nóg – Ashinazuchi
- Duch Uspokajający Ruchy Rąk – Tenazuchi
- Dziewoja Przedziwnie Spokojna – Kushinadahime
- Ziemski duch – kuni-tsu kami; przeciwieństwo duchów nieba ama-tsu kami, które są personifikacjami zjawisk występujących w przyrodzie i jako idee, czyli wzorce tych zjawisk, mają siedzibę w nadziemskich rejonach, gdzie egzystują w niewidoczny sposób, ingerując w razie konieczności w sprawy ziemskie. Na ziemi natomiast mogą przebywać inne duchy powołane do  działania bezpośredniego, do uczestnictwa we wszystkich konkretnych zjawiskach natury i kultury, z uwzględnieniem kompetencji, którą im wyznaczyły niebiosa. Pochodzenie kuni-tsu kami nie jest jasne, ale mogą być potomstwem bogów nieba
- Rodzic Wielkich Gór – Ōyamatsumi, bóstwo narodzone w trakcie tworzenia kraju przez Izanami i Izanagi, bóg gór[3]
- Koshi – nazwa starożytnej wsi w okręgu Izumo
- Miechunka – (arch.) kagachi, współczesna nazwa hōzuki (Physalis alkekengi var. franchetii)
- Cyprysy i kryptomerie – hi obecnie hinoki (Chamaecyparis obtusa, cyprysik japoński)  i sugi (Cryptomeria japonica, kryptomeria japońska)
- Miecz-Trawosiecz – Kusanagi-no tachi lub Kusanagi-no tsurugi
- Świecąca na Niebie – Amaterasu
- Niepohamowany Mąż – Susanoo
- Gozu (rys.) – Król Niebios o Głowie Wołu, znany również jako Gion Tenjin, japońska wersja bóstwa z buddyzmu indyjskiego, utożsamiany z Susanoo[4]

## Analogie mitologiczne
Wielogłowe smoki i węże występują m.in.:
- Balaur w rumuńskiej mitologii;
- Bune w chrześcijańskiej demonologii;
- Kāliyā w indyjskiej mitologii;
- Nehebkau w egipskiej mitologii;
- Żmij w słowiańskiej mitologii.
- Hydra lernejska w mitologii greckiej

## W kulturze popularnej
- Orochi pojawił się w japońskim filmie z 1959 roku pod tytułem "The Three Treasures".
- Yamata no Orochi pojawił się w animowanym filmie z 1963 "Mała księżniczka i ośmiogłowy smok".
- Orochi pojawił się również w remake'u filmu z 1994 pod tytułem "Orochi, Ośmiogłowy smok".
- W 2001 roku w filmie "Godzilla, Mothra i King Ghidorah: Wielka bitwa potworów", King Ghidorah, przeciwnik Godzilli jest podobny do Yamata no Orochi.
- W latach 2004-2005 Orochi pojawił się jako przeciwnik w mandze (i anime) "Kapłanki przeklętych dni".
- Yamata no Orochi pojawia się jako legendarny ośmiogłowy wąż, główny antagonista oraz boss w grze Ōkami firmy Capcom.
- Yamata no Orochi to forma ducha stróża Ryo z mangi i anime Król szamanów.
- W anime Naruto Shippuden podczas walki Sasuke z Itachim, gdy kontrole nad tym pierwszym przejmuje Orochimaru, uwalnia on technikę Yamata No Jutsu, w której przybiera formę ogromnego, białego węża o ośmiu głowach i takiej samej liczbie ogonów.